# Juan Aldama
Juan Aldama là một đô thị thuộc bang Zacatecas, México. Năm 2005, dân số của đô thị này là 18498 người.